# 莫斯托韋 (安德魯紹夫卡區)
49°59′4″N 29°15′5″E / 49.98444°N 29.25139°E
莫斯托韋（烏克蘭語：Мостове），是烏克蘭北部的村莊，隸屬日托米爾州的別爾季切夫區。該村始建於1648年，面積29.1平方公里，海拔高度213米，2001年人口567，人口密度每平方公里19.48人。